# Monastère de Vărzărești (Roumanie)
 (août 2024).
Si vous disposez d'ouvrages ou d'articles de référence ou si vous connaissez des sites web de qualité traitant du thème abordé ici, merci de compléter l'article en donnant les références utiles à sa vérifiabilité et en les liant à la section « Notes et références ».
 (avril 2024).
Le Monastère de Vărzărești est un monastère orthodoxe roumain situé à proximité du village Palanca, dans la commune de Urechesti, département de Vrancea.

## Histoire
Le complexe monastique de Vărzăresti date du XVIIe siècle. Au début on l’appelle l’Ermitage d'Urechesti. D'après les témoignages des moines, son fondateur est le boyard Radu Vărzaru.
À partir de 1826, l'évêque Chesarie de Buzau apporte une importante contribution à la renaissance de la vie spirituelle et culturelle du lieu. Entre 1863 et 1956, le monastère de Vărzărești est indépendant.
À partir de 1959, le régime communiste décide de fermer le complexe monastique de Vărzărești. Il rouvre en 1990, comme monastère de moines.
Depuis 2006, l'établissement monastique est appelé monastère. Une forte communauté religieuse s’est développée autour de la Mère Abbesse Iuvenalia.

## Description
Au XXIe siècle, seules deux églises sont conservées. L'ancienne église qui date de 1644 est dédiée à l'Assomption de la Vierge Marie. Elle possède des murs massifs, pouvant atteindre un mètre d'épaisseur. Les peintures sur les murs sont partiellement conservées. Le clocher est doté d'un arc voûté. Sous l'arc se trouve l'entrée dans des locaux du monastère. La nouvelle église a été construite en 1898 et est dédiée au grand martyr Saint Georges. Elle possède des murs solides et se situe à droite de l'ancienne église.  Une partie de ses fresques ont été réalisées par le peintre D. Nicoleanu de Buzău, en 1901.
A proximité du monastère se trouve une grotte associée à Sainte Théodora de Sihla, qui, selon la tradition locale, aurait commencé sa vie d'ermite au monastère de Vărzărești, vers l'année 1700.